# 播戸竜二のバン!バン!バン!
『播戸竜二のバン!バン!バン!』（ばんどりゅうじのバンバンバン）は、 朝日放送ラジオ（ABCラジオ）が2021年4月3日から2024年9月28日まで放送していたトーク番組。播戸竜二（元・プロサッカー選手でサッカー解説者）の冠番組で、基本として土曜日の12:30 - 13:00（JST）に放送されていた。
2022年9月24日放送分までは株式会社DMMファイナンシャルサービス・株式会社DMM少額短期保険による「DMMほけん」名義の単独提供番組であったため、『DMMほけん Presents 播戸竜二のバン!バン!バン!』（ディーエムエムほけんプレゼンツ・ばんどりゅうじのバンバンバン）というタイトルを使用していた。翌週（10月1日）からオリエンタルバイオとスマートチェックアウト（歯科医院向け決済サービスの「Pay Light」名義）の共同提供へ移行したことを機に、番組のタイトルからスポンサー名を外している。

## 概要
兵庫県姫路市立琴丘高等学校から1998年に練習生としてガンバ大阪へ入団したことを皮切りに、プロサッカー選手（FW）としてJリーグ一筋で延べ20年間にわたる現役生活を送っていた播戸が、テレビ・ラジオを通じてレギュラーで初めてMCを務める番組。サッカー界に縁のある人物を中心に、各界からのゲストをスタジオに迎えたうえで、お互いの経験談を交えながら「アスリートのセカンドキャリア」や「スポーツ界における社会貢献」などをテーマに語り合った模様を放送している。

### 番組の内容
朝日放送テレビ東京オフィス（日本生命浜松町クレアタワー18階）のラジオスタジオを使用した事前収録番組で、基本として2週分を1回で収録しているため、放送上は1組のゲストが2週にわたって出演している。
播戸がアントニオ猪木 風の口上を交えながら、「元気ですか!!元気があれば○○もできる! バンバンバンバン播戸竜二です」というフレーズを述べた後に、播戸単独のオープニングトーク（スポンサーが付いている時期にはその後に40秒のCM）をはさんで本編（対談パート）に入ることが特徴。「○○」には、当該回の本編で取り上げるテーマや、当該回のゲストにちなんだ言葉を入れることが多かった。
また、播戸が単独で出演するコーナーを、基本として本編の途中に挿入。このコーナーでは、リスナーの投稿を受け付けていて、投稿したメッセージが取り上げられたリスナーには当番組のステッカーを贈っていた。ただし、このコーナーをはさまずに、放送上ゲストとの対談パートだけで構成する場合もあった。その場合には、メッセージを投稿したリスナーから抽選で若干名にステッカーを贈るようにしているため、播戸が当選者の氏名（またはラジオネーム）を本編のエンディングで紹介している。
播戸が単独で出演するコーナーについては、2022年9月24日放送分まで「教えて!バンちゃん」、翌週（10月1日）から2023年2月4日放送分まで「叱って!バンちゃん」、2023年2月11日放送分から一時、「教えて!あなたのバン活」というタイトルで編成。2023年の途中からは、「ラジオのフリートークでも 得点王（とくてんおう）を目指す」と銘打って、「バンバントーク10王」（「トーク10王」を「とくてんおう」と読ませるテーマトーク企画）を放送している。ちなみに、「教えて!バンちゃん」では、Jリーグより下のカテゴリー（都道府県リーグなど）で活動中（または参入や設立に向けて準備中）の社会人サッカークラブからのPRにも対応。放送1年目の2021年には、設立に向けて準備中だった南紀オレンジサンライズFC（和歌山県の紀南地方を拠点に2022年シーズンから和歌山県社会人サッカーリーグの3部へ参入中のクラブ）が、代表の森永純平による「教えて!バンちゃん」へのメッセージ投稿をきっかけに播戸から「番組公式応援クラブ」の第1号に選ばれている。その一方で、「叱って!バンちゃん」では播戸に「喝」を入れて欲しいリスナーからのメッセージ、「教えて!あなたのバン活」ではリスナーにとっての「バン活」（元気に過ごすためのルーティーン）に関する情報、「バンバントーク10王」ではトークのテーマを受け付けていた。
3年半にわたって放送が続けられてきたが、2024年9月28日の放送をもって終了。最終回は播戸のみの出演で、「バンバントーク10王」をはさまずに、印象に残ったゲストや収録に招きたかった人物などについて語っていた。その際には、同年4月からスポンサーが付かなかったことを終了の理由に挙げる一方で、「ラジオパーソナリティとしてのさらなる成長に向けた一時的な休止」という表現で将来の再開に含みを残している。

### 番組開始までの経緯
高校サッカー界で「強豪」の部類に入っていない公立高校（姫路市立琴丘高校）から兵庫県の代表に選ばれていた播戸は、ガンバ大阪の入団テストを経て、卒業後に「月給10万円」という条件の練習生としてプロサッカー界でのキャリアをスタート。ガンバへの入団後は、同期入団の新井場徹やユースチーム出身の稲本潤一などの後塵を拝していた。Jリーガーとして頭角を現したのは、3年目の2000年に期限付き移籍でコンサドーレ札幌へ所属してからである。
このような境遇に危機感を抱いていた播戸には「セカンドキャリア」への意識が当時から強く、コンサドーレからヴィッセル神戸へ移籍した2002年には、「現役のJリーガーとしては早い」とされる23歳で日本サッカー協会公認のB級コーチライセンスを取得。2004年には、ヴィッセルへの在籍を続けながら、当時ガンバで現役生活を続けていた新井場・稲本と共同でFCイバンイーナ（現在の「FC TIAMO枚方」）を設立した。その後は、ガンバへの復帰を経てセレッソ大阪へ移籍。セレッソ在籍中の2011年には、自身と同じくセレッソやガンバへの所属経験がある現役Jリーガー（家長昭博・扇原貴宏・安田理大・山口蛍）と共同で株式会社ミスタートゥエルブ（アスリートのトータルマネジメント、サッカースクールの運営、サッカー関連イベントの企画・運営などを手掛ける会社）を設立すると、現在に至るまで代表取締役を務めている。なお、サッカー選手としては、J2リーグ（大宮アルディージャ）やJ3リーグ（FC琉球）でのプレーを経て、「フリーランス（無所属）のサッカー選手」として迎えた2019年のシーズン中に現役を引退。引退後はサッカークラブの経営者、Jリーグチェアマン、日本サッカー協会会長のような立場でサッカーへ携われるように研鑽を積む意向を示していて、Jリーグの特任理事（非常勤）、日本サッカー協会のアスリート委員、日本女子プロサッカーリーグ（WEリーグ）の理事、Jリーグ選手OB会の副会長 などを務めている。
当番組を制作しているABCラジオでは、播戸の出身地（兵庫県姫路市）とガンバ・セレッソ・ヴィッセルの本拠地がいずれも放送対象地域内にあることや、播戸が現役時代から多弁であることに着目。2020年Jリーグレギュラーシーズン期間中の4月4日からは、『征平・吉弥の土曜も全開!!』（2007年4月7日から毎週土曜日の午前中に放送されている生ワイド番組）の11時台前半に「えらいこっちゃサッカー」（SBIいきいき少額短期保険の単独提供コーナー）を設けたうえで、播戸をレギュラーで出演させていた。
「えらいこっちゃサッカー」では、播戸にプレーの経験があるガンバ・セレッソ・ヴィッセル・サッカー日本代表を中心に、放送日までの1週間に臨んだ公式戦での戦い振りを回顧することや、向こう1週間に予定されている公式戦を展望することを想定。現に、上記の3クラブが属しているJ1リーグでは、2020年のレギュラーシーズンが2月21日に開幕していた。しかし、新型コロナウイルス感染症が年頭から流行している影響で、第2節以降の公式戦が7月4日にまで延期。当初はABCラジオのスタジオ（大阪市福島区の「ほたるまち」地区）以外の場所から電話で出演していた播戸は、回を重ねるにつれてスタジオへ登場したうえで後続のコーナー（「お怒り体験!アングリーバボー」）まで出演することが相次いだ。その一方で、レギュラーシーズン再開を機に、サッカー解説者としての活動を本格的に始めている。
「えらいこっちゃサッカー」は当初の予定に沿って半年間放送された後に、2020年Jリーグレギュラーシーズン途中の9月26日で終了したが、ABCラジオでは播戸をMCに据えた通年放送のレギュラー番組を新たに企画。播戸が現役時代の初期からこだわってきた「アスリートのセカンドキャリア」や引退後の公職（前述）で従事している「社会貢献」をテーマに、SBIいきいき少額短期保険と同業のDMMファイナンシャルサービスをスポンサーに付けたうえで、『土曜も全開!!』本番終了30分後からの30分間（12:30 - 13:00）にレギュラーの放送枠を確保することによって当番組の開始に漕ぎ着けた。
当番組では「えらいこっちゃサッカー」と違って事前に収録していたため、播戸やゲストが放送日の前後における個別のクラブ・チームの戦い振りに言及することはほとんどなかった。その一方で、播戸と『土曜も全開!!』の関係は、当番組の開始後も継続。播戸が当番組の放送前にゲストとして『土曜も全開!!』のスタジオへ随時招かれているほか、2022年には当番組との合同特別番組が1月1日の午後に放送されていた（詳細後述）。2023年以降はこのような番組が年始に編成されていないものの、同年には「征平」（桑原征平）をゲストに迎えたレギュラー版を4月22日と29日に放送している。
ちなみに播戸は、「民放のラジオ局で冠番組を長く続けるには、スポンサーを自前で付けること」という金言を、「ラジオパーソナリティとしての大先輩」に当たる桑原から授かっていた。オリエンタルバイオとスマートチェックアウトが2022年10月から1年半にわたって当番組を提供していたのは、播戸がかねてから両社の代表者と交流していたことによるもので、このような代表者を「ゲスト」として収録に招くこともあった（詳細後述）。実際には、両社が提供を終了した2024年4月以降もノンスポンサーで放送を続けていたが、「ラジオパーソナリティとしての活動にいったん区切りを付けたい」という播戸の意向もあって半年後（同年9月）に放送を終了。2024年10月から当番組のレギュラー放送枠を引き継ぐ『宇野さんと小川さん』（特別番組から発展したトーク番組）では、『桑原征平粋も甘いも』（朝日放送ラジオにおける桑原の冠番組の1つ）で2021年9月まで10年半にわたって桑原と共演していた「小川」（小川恵理子）が、「宇野」（宇野ひろみ）とのコンビでパーソナリティを務めている。

## 放送時間
- 基本として土曜日の12:30 - 13:00（JST）
  - ABCラジオが全試合を中継している全国高校野球選手権大会の期間中（8月上 - 中旬）や年末年始には、レギュラー放送をあらかじめ休止する代わりに、後述の特別番組を編成することがあった。
  - 「LINE LIVE」が2023年3月にサービスを終了するまでは、放送を済ませたばかりの音声が入った収録中のスタジオ動画を、「LINE LIVE」上の ABCラジオ公式アカウント で放送終了の3時間後（16:00）から1週間限定で配信していた。

## レギュラー放送に迎えたゲストの一覧
◎：サッカー選手時代にJリーグでのプレーを経験（元Jリーガー）

●：サッカー選手時代にJリーグへ加盟していない社会人チーム・クラブでのプレーを経験

○：サッカー以外の競技においてトップレベル（日本代表級）やプロでのプレーを経験した元アスリート

☆：放送の時点で（サッカーを含む）プロスポーツの現役アスリート

2021年内最後のレギュラー放送（12月24日放送分）は、当該年の初回から前回までに放送された対談のダイジェスト（総集編）に充てている。
| 2021年の放送日    | ゲスト      | スポーツ界における主な肩書・実績・活動や播戸との関係（いずれも放送の時点） |
| ----------------- | ----------- | --- |
| 4月3日 4月10日    | 北澤豪◎     | 日本サッカー協会理事・日本障がい者サッカー連盟会長 Jリーグの初期にヴェルディ川崎やサッカー日本代表を支えたMF                                                                       |
| 4月17日 4月24日   | 永島昭浩◎   | サッカー解説者・スポーツキャスター Jリーグの草創期にガンバ大阪や清水エスパルスで活躍したFW                                                                                         |
| 4月24日 5月1日    | 廣瀬俊朗○   | ラグビー解説者で ジャパン・プロフェッショナル・バスケットボールリーグ（B.LEAGUE）のアンバサダー ラグビーユニオンの選手時代に東芝ブレイブルーパスやラグビー日本代表で主将を歴任     |
| 5月8日 5月15日    | 名波浩◎     | サッカー解説者でジュビロ磐田の選手・監督を歴任\|サッカー解説者でジュビロ磐田の選手・監督を歴任 現役時代にはジュビロ・日本代表・セリエA（ACヴェネツィア）などでMFとして活躍         |
| 5月29日 6月5日    | 鈴木啓太◎   | AuB（アスリートの腸内細菌データをベースにヘルスケア・フードテック事業を展開する会社）の代表 MFとして浦和レッズ一筋で16年間プレー（日本プロサッカー選手会の副会長も歴任）           |
| 6月12日 6月19日   | 武井壮○     | 2021年6月19日付で日本フェンシング協会の会長に就任 陸上競技の十種競技における最多得点の元・日本記録保持者                                                                           |
| 6月26日 7月3日    | 川渕三郎●   | Jリーグの初代チェアマンで2020年東京オリンピック選手村の村長 日本の男子プロバスケットボールリーグの再編にも尽力（B.LEAGUE初代チェアマン）                                           |
| 7月10日 7月17日   | 田嶋幸三●   | 日本サッカー協会の会長 かつては男子サッカーU-15日本代表監督や東アジアサッカー連盟の会長などを歴任                                                                                  |
| 7月24日 7月31日   | 小泉文明    | 鹿島アントラーズの代表取締役社長でメルカリの取締役会長 メルカリが2019年7月30日付でアントラーズの大株主になったことを機にクラブの経営へ関与                                         |
| 8月7日            | ROLAND      | セレッソ大阪から「セレ男」（男性サポーター）の代表として公認（公認セレ男） 学生時代には柏レイソルのジュニアユースチームや帝京高等学校のサッカー部などでプレー                      |
| 9月4日 9月11日    | 岡島喜久子● | 日本女子プロサッカーリーグ（WEリーグ）の初代チェア（代表理事）で 日本サッカー協会の副会長を兼務（元・日本女子サッカー連盟理事）                                                    |
| 9月18日 9月25日   | 加地亮◎     | 播戸がヴィッセルからガンバへ復帰した当初のチームメイト（兵庫県の出身でポジションはMF） 引退後は妻と共同でレストランやヘアエステサロンを経営しながらサッカー解説者として活動        |
| 10月2日 10月9日   | 平畠啓史    | 「Jリーグウォッチャー」と自称するほどサッカーへの造詣が深いお笑いタレント（DonDokoDonのツッコミ役） 大阪府立阿武野高等学校サッカー部への在籍中に全国高校総体（インターハイ）へ出場 |
| 10月16日 10月23日 | 佐藤寿人◎   | Jリーグ一筋で2020年まで21年間現役生活を送っていたFW Jリーグ通算最多得点記録・J1リーグ公式戦最速得点記録保持者                                                                      |
| 10月30日 11月6日  | 塚本泰史◎   | 大宮アルディージャのアンバサダーで元・選手（ポジションはDF） 入団3年目に右大腿骨から骨肉腫の罹患が判明したため5年目に現役を引退                                                    |
| 11月13日 11月20日 | 里崎智也○   | 日本プロ野球・千葉ロッテマリーンズのスペシャルアドバイザー（元捕手） 引退後は野球解説者やYouTuberとしてセカンドキャリアを積極的に開拓                                              |
| 11月27日 12月4日  | 森永純平    | 2022年シーズンから和歌山県社会人サッカーリーグの3部へ参入する 南紀オレンジサンライズFCの代表（出演の時点では設立準備中）                                                           |
| 12月10日 12月17日 | GAKU-MC     | 熱烈なサッカーファンでMIFA（音楽とフットボールの融合を目指す団体）を設立 ウカスカジーのメンバーとして『勝利の笑みを 君と』（日本サッカー協会公認の日本代表公式応援歌）に参加       |

| 2022年の放送日    | ゲスト                      | スポーツ界における主な肩書・実績・活動や播戸との関係（いずれも放送の時点） |
| ----------------- | --------------------------- | --- |
| 1月8日 1月15日    | 中田浩二◎                   | 鹿島アントラーズのクラブ・リレーション・オフィサー（C.R.O）で元選手（ポジションはMF） 「C.R.O」ではクラブの運営に必要な利害関係者（ステークホルダー）との連携事業に従事                                                          |
| 1月22日 1月29日   | 大浦征也                    | パーソルキャリアの執行役員として アスリートのセカンドキャリア支援事業やWEリーグへの協賛事業に従事 |
| 2月5日 2月12日    | 竹下佳江○                   | ヴィクトリーナ姫路（播戸の出身地である姫路市を拠点に活動する女子バレーボールのプロチーム）の社長 バレーボール日本女子代表で長らくセッターを務めた後に現役引退を経てヴィクトリーナの初代監督を歴任                                |
| 2月19日 2月26日   | 純烈                        | 2月18日に川崎フロンターレのJリーグ開幕戦（等々力陸上競技場でのFC東京戦）でコラボレーションイベントを開催 メンバーの酒井一圭○は元プロレスラー（「マッスル」に参加）・白川裕二郎○は大相撲の元力士（最高位は序二段）                |
| 3月5日 3月12日    | 三浦孝太☆                   | 三浦知良（播戸のヴィッセル選手時代のチームメイトで鈴鹿ポイントゲッターズのFW）・三浦りさ子（ファッションモデル）夫妻の次男 中学生時代まで校内のサッカー部で活動した後に総合格闘家として2021年12月31日にBRAVEからプロデビュー     |
| 3月19日 3月26日   | 二宮博                      | バリュエンスホールディングス のシニアスペシャリスト（元・ガンバ大阪アカデミー本部長および普及部長） ガンバでは播戸・家長昭博・宇佐美貴史・昌子源・堂安律・鎌田大地などのスカウティングを担当                                     |
| 4月9日 4月16日    | 中西裕太郎                  | テンシャル（スポーツウェルネス関連企業）の創業者・CEO インターハイへの出場経験を持つ元・アマチュアサッカー選手（高校3年生だった2012年の夏に狭心症を発症したことでサッカーを断念）                                                |
| 4月23日 4月30日   | ディエゴ・加藤・マラドーナ● | ディエゴ・マラドーナの形態模写が十八番のタレント（春夏笑冬の元・メンバー） 芸能界へのデビュー前に横浜マリノスジュニアユースや帝京高等学校・順天堂大学のサッカー部に所属（ポジションはMF）                                        |
| 5月7日 5月14日    | 中西哲生◎                   | スポーツジャーナリストで名古屋グランパスエイト→川崎フロンターレの元・選手（ポジションはDFやMF） 現役引退後に日本サッカー協会の特任理事や『中西哲生のクロノス』（TOKYO FM）のパーソナリティなどを歴任                             |
| 5月21日 5月28日   | 平野早矢香○                 | 元・卓球選手（日本代表選手として2012年ロンドンオリンピックの女子卓球・団体競技で銀メダルを獲得） 朝日放送ラジオの放送対象地域内（大阪府八尾市）に拠点を置くミキハウススポーツクラブに現役時代から所属                            |
| 6月4日 6月11日    | 渡邉和孝                    | 健康食品の通信販売を手掛けるオリエンタルバイオ の代表取締役社長 フットサルを皮切りに多数のスポーツや新旧アスリートを積極的に支援                                                                                                 |
| 6月18日 6月25日   | 裙本理人●                   | 再生医療関連の事業を手掛けながら神野大地や立石諒を支援するセルソースのCEO 第21回アジアマスターズ陸上競技選手権（2019年）の4×100mリレー（M35クラス）で日本代表チームの第4走者として金メダルを獲得                                 |
| 7月2日 7月9日     | 那須大亮◎                   | 「サッカー関係者のチャンネルでは登録者が最も多い」というYouTuberで横浜F・マリノスなどの元・選手（ポジションはMF） 登録者が40万人近い自身のYouTubeチャンネル向けの密着取材を兼ねて対談を収録                                      |
| 7月23日 7月30日   | 石川智基                    | 男性の不妊症治療で日本屈指の実績を持つ医師（リプロダクションクリニックのCEOで専門は泌尿器科・ 婦人科） 収録の時点で42歳・独身の播戸が今後の人生設計を考える目的でゲストに招聘                                                    |
| 8月27日           | 上岡美保                    | 東京農業大学の副学長で農業経済学の研究者（博士） 「サッカークラブの地域貢献活動」「サッカー選手のセカンドキャリア」として農業 と関わる方法を考える目的でゲストに招聘                                                             |
| 9月3日            | 江口文陽                    | 東京農業大学の学長で林産学・薬理学の研究者（林学博士） 前週の放送分（上岡の出演回）と合わせて対談を収録（対談の目的は上岡と同じ）                                                                                                |
| 9月10日           | HAN-KUN                     | 播戸と親交の深い湘南乃風のメンバー（湘南ベルマーレのサポーター） 播戸竜二のおばんざい屋（YouTubeでの個人チャンネル）のオープニングテーマソングを作詞・作曲・播戸と歌唱（番組内でも音源を放送）                                   |
| 9月17日 9月24日   | 大久保嘉人◎                 | サッカー日本代表や複数のJリーグクラブなどでFWとして活躍（J1リーグ通算191得点の歴代最多記録保持者） 既婚者（4人兄弟の父親）でセレッソへ在籍した現役最終年（2021年）に大阪市内で三男と2人で生活                                    |
| 10月1日 10月8日   | 朝原宣治○                   | 陸上競技の指導者・解説者で短距離走・走幅跳の元選手 播戸と同じ兵庫県の出身で2008年北京夏季オリンピック・陸上男子4×100mリレー銀メダリスト                                                                                          |
| 10月15日 10月22日 | 水谷隼○                     | 卓球の元・選手（オリンピックの卓球競技に2008年の北京大会から東京2020大会まで4大会連続で出場） 静岡県磐田市（ジュビロ磐田のホームタウン）・青森山田高等学校（サッカーを含めた高校スポーツ界の強豪校）の出身                       |
| 10月29日 11月5日  | 元谷一志                    | アパグループの代表取締役CEO（グループの創業者である元谷外志雄・芙美子夫妻の長男） 「アパ名蹴会」（アパグループが11歳以下の世代を対象に2019年から年に1回開催しているサッカー大会）の第4回（2022年）で播戸をゲストに招いた縁で出演 |
| 11月12日 11月19日 | 城彰二◎                     | 北海道十勝スカイアース（北海道サッカーリーグ）の統括ゼネラルマネジャーで日本テレビ放送網サッカー中継のレギュラー解説者（元・サッカー日本代表FW） 日本時間の11月20日から2022 FIFAワールドカップが開かれることも踏まえて出演       |
| 11月26日 12月3日  | じゅんいちダビッドソン○     | 本田圭佑（サッカー日本代表などで活躍したMFでサッカーカンボジア代表のゼネラルマネジャー兼監督）のモノマネで知られるピン芸人（播戸と同じ兵庫県の出身） フィンスイミングの日本代表経験者で所属事務所（合同会社潤一）の社長も兼務    |
| 12月10日 12月17日 | 鳥谷敬○                     | 2004年から阪神タイガースに16年・千葉ロッテマリーンズに2年間在籍していた元プロ野球選手（内野手） 現役引退後の2022年にはパナソニック野球部のコーチを務めながら日刊スポーツの野球解説者・フリーランスの野球解説者 として活動        |
| 12月24日          | 加地亮◎                     | レギュラー放送としては2度目のゲスト出演 2022 FIFAワールドカップを回顧する目的で決勝・閉会式の直後（12月19日）に収録 |
| 12月31日          | 鈴木隆行◎                   | 日本代表のFWとして2002 FIFAワールドカップ（日韓共催の大会）などで活躍した元・プロサッカー選手 「FWが点を取る価値や意味」をテーマに2022 FIFAワールドカップを回顧                                                                  |

| 2023年の放送日    | ゲスト              | スポーツ界における主な肩書・実績・活動や播戸との関係（いずれも放送の時点） |
| ----------------- | ------------------- | --- |
| 1月7日            | 鈴木隆行◎           | 放送上は2022年内の最終回（12月31日）に続いての出演で 「ストライカー（FW）のセカンドライフ」をテーマに自身の経験談を披露 |
| 1月14日 1月21日   | 野村忠宏○           | 夏季オリンピックの柔道競技で史上初めての3大会連続優勝（3連覇）を成し遂げた奈良県出身の柔道家 2022年にある企業の主催で播戸も同席していたトークショー での収録音源 を放送 |
| 1月28日 2月4日    | 相田健太郎 玉井雄介 | モンテディオ山形の代表取締役社長（元・東北楽天ゴールデンイーグルス営業部員およびヴィッセル神戸強化部長） モンテディオのトップパートナーでもあるスマートチェックアウトの創業者・代表取締役社長                                                                                    |
| 2月11日 2月18日   | 嵜本晋輔◎           | バリュエンスホールディングスおよび南葛SC（関東サッカーリーグ1部）の代表取締役社長（元・ガンバ大阪→ 佐川急便大阪SCのMF） Jリーガー出身の経営者としては初めて自身で設立した企業が（東証アローズに）上場                                                                            |
| 2月25日 3月4日    | 井上康生○           | 2008年北京オリンピック・男子柔道100kg級で金メダルを獲得した柔道家 競技生活からの引退後に東京2020オリンピック・男子柔道競技の日本代表監督や出身校（東海大学体育学部）の准教授・教授を歴任                                                                                         |
| 3月11日 3月18日   | 大畑大介○           | ラグビー日本代表として通算で58キャップを保有している元・ラグビー選手（ポジションはWTB/CTB） 現役時代の大半を過ごしたコベルコ神戸スティーラーズに引退後もアンバサダーとして在籍                                                                                                   |
| 3月24日 4月1日    | 棚橋弘至○           | 立命館大学出身・ 新日本プロレスリング所属の プロレスラー プロレスリングのプロモーションを積極的に展開していることを背景にゲスト出演 |
| 4月8日 4月15日    | 岡野雅行◎           | 「野人」の異名やサッカー日本代表を「ジョホールバルの歓喜」を導いたゴールデンゴールで知られる元・プロサッカー選手（ポジションはFW） ガイナーレ鳥取で現役を引退してからもGMとして在籍（2017年4月から代表取締役を兼務）                                                             |
| 4月22日 4月29日   | 桑原征平            | 「桑原三兄弟」として知られた水泳一家の末弟（当該項で詳述）で競泳・水球の元・アマチュア選手 成城大学からの卒業後（酒問屋への在職中）も中途採用で関西テレビへ入社するまで「黄桜クラブ」所属の水球選手として活動                                                                    |
| 5月6日 5月13日    | 岡﨑健伍            | 岡山市に本社を置く ISP環境開発株式会社 の創業者で代表取締役社長 自然環境と利用者の健康に配慮した「次世代人工芝」（自社で特許を保有する独自開発の充填剤を敷設の際に使用）が日本国内のプロサッカーチーム（FC今治など）の練習場や競技場で徐々に採用されていることを背景にゲスト出演 |
| 5月20日 5月27日   | 大林素子○           | 日本人初のプロバレーボール選手（元・バレーボール日本女子代表）でブレス浜松のゼネラルマネージャー 1997年の現役引退後はバレーボール界・芸能界・教育界で幅広く活動しながら「三拠点居住」 を実践中                                                                                   |
| 6月3日 6月10日    | 赤井英和○           | 近畿大学ボクシング部出身の 俳優・タレントで同部の名誉監督（元・プロボクサー →同部の総監督） 現役時代の試合中継・関連番組や『ごきげん!ブランニュ』（引退後にMCを担当）を朝日放送（テレビとの兼営局時代のテレビ放送部門）で制作していた縁で出演                                    |
| 6月17日 6月24日   | 野々村芳和◎         | 第6代（出演の時点では現役）のJリーグチェアマンでコンサドーレ札幌の元・選手（ポジションはMF）および株式会社コンサドーレの元・代表取締役会長 播戸のコンサドーレ選手時代のチームメイト（主将を務めていた2001年シーズン限りで現役を引退）                                            |
| 7月1日 7月8日     | 久保竜彦◎           | ストライカー（FW）としてサッカー日本代表・ サンフレッチェ広島や横浜F・マリノスで活躍した元・プロサッカー選手 現役引退後の2022年から播戸と共にU-12ジュニアサッカーワールドチャレンジの「街クラブ選抜チーム」監督へ就任                                                            |
| 7月15日 7月22日   | 中井美穂            | フジテレビ出身のフリーアナウンサーで古田敦也（プロ野球ヤクルトスワローズの元・捕手および一軍監督）の妻 前年（2022年）まで 世界陸上（TBSテレビ系列の競技中継・関連番組）のMCを織田裕二と共に延べ25年（13大会）にわたって担当                                                      |
| 7月29日 8月5日    | 石倉壱彦★           | 公認会計士・税理士・東京ヴェルディ1969取締役（筆頭株主である株式会社アカツキの執行役員） 青山学院大学の3年時までプロサッカー選手を志すも突然の病で断念 |
| 8月26日           | 旗手勝浩 玉井雄介   | 旗手は歯科技工士・IppinDenralLaboratory.Incの代表取締役で スマートチェックアウト代表取締役の玉井を交えながら「歯」に関するトークを展開 |
| 9月2日 9月9日     | 稲本潤一◎           | 南葛SC所属のプロサッカー選手（出演の時点では44歳）で播戸のガンバ選手時代のチームメイト（ポジションはMF） 「FCイバンバーナ」（現在のFC TIAMO枚方）の発足（2004年）に際して播戸・新井場徹と共同で出資                                                                              |
| 9月16日 9月23日   | 中山功太            | 吉本興業の東京支社に所属するピン芸人（「 R-1ぐらんぷり 2009」「歌ネタ王決定戦2015」優勝者） |
| 9月30日 10月7日   | 瀬古利彦○           | 日本陸上競技連盟強化委員会のマラソン強化戦略プロジェクトリーダーで マラソングランドチャンピオンシップ（MGC）の運営などに従事 1970年代後半から1980年代までの日本を代表するフルマラソン・長距離走選手（夏季オリンピックに2度出場）                                                 |
| 10月14日 10月21日 | 坪井慶介◎           | 播戸と同い年（1979年生まれ）で日本代表の常連だった元・プロサッカー選手（ポジションはDFで2000年のJリーグ新人王） 放送の2ヶ月前（2023年の8月）に公開された『リボルバー・リリー』（実写映画版）で播戸と共に「陸軍の軍人」役で出演                                                   |
| 10月28日 11月4日  | 中務裕太            | GENERATIONS from EXILE TRIBE のパフォーマー（大阪府茨木市の出身） 海外のサッカー事情に詳しく幼稚園の年長時から小学5年時までサッカーに熱中 |
| 11月11日 11月18日 | 豊ノ島○             | 時津風部屋に所属していた元・大相撲力士（最高位は東関脇） 左足アキレス腱の断裂を機に引退してからは「井筒親方」として日本相撲協会へ所属した後に「タレント」として活動 |
| 11月25日 12月2日  | 土井レミイ杏利☆     | 「レミたん」の愛称で知られる男子ハンドボール選手（日本ハンドボールリーグのジークスター東京に所属） かつてはLNHディヴィジオン・アン（フランスのハンドボールリーグ）や東京2020オリンピック・男子ハンドボールの日本代表チームでもプレー                                             |
| 12月9日 12月16日  | 青木愛○             | 京都市左京区出身の元・シンクロナイズドスイミング日本代表選手（井村雅代の教え子の1人） 朝日放送ラジオが2023年7月から当番組の直後（13:00以降）に編成している『土曜日やんなぁ?』（同局東京オフィス内からの生放送番組）のパーソナリティを黒谷友香・谷尻萌と共に担当                  |
| 12月23日 12月30日 | 澤穂希◎             | アジア圏の出身者から男女を通じて最初にFIFA最優秀選手賞を受賞した元・女子サッカー選手（ポジションはMF） サッカー女子日本代表チームにおける通算出場数・通算ゴール数の最多記録を出演の時点で保持                                                                                    |

| 2024年の放送日  | ゲスト            | スポーツ界における主な肩書・実績・活動や播戸との関係（いずれも放送の時点） |
| --------------- | ----------------- | --- |
| 1月6日 1月13日  | 今野泰幸◎         | ガンバやサッカー日本代表で長らく活躍していたDF（収録の時点では南葛SCに所属） 2001年にコンサドーレ札幌で播戸と一緒にプレー |
| 1月20日         | なえなの          | 中学3年時からSNSを中心に活動しているインフルエンサー・ファッションモデル 朝日放送グループでは『部活ピーポー全力応援!ブカピ!』（テレビ）『なえなののブカピなの』（ラジオ）といった部活動に励む中高生を応援する番組をレギュラーで進行                                                                     |
| 1月27日 2月3日  | 三浦泰年◎         | 三浦知良の実兄で アトレチコ鈴鹿クラブ（JFL）の監督（元・サッカー日本代表MF） 播戸が所属していた時期のヴィッセルの選手（2002 – 2003年）→チーム統括本部長（2004 – 2005年5月）→コーチ（2005年6 – 12月） |
| 2月10日 2月17日 | ワッキー          | 千葉県船橋市立船橋高等学校3年時の1991年度に第69回全国高等学校サッカー選手権大会へ出場（メインポジションはFW） 専修大学1年時に膝痛でサッカーを断念（後に中退した）ことがきっかけでヒデ（高校・大学のサッカー部における1年先輩）とペナルティ (お笑いコンビ) を結成                                        |
| 2月24日 3月2日  | 迫田さおり○       | 東レアローズに所属し夏季オリンピックのロンドン（2012年）・リオデジャネイロ（2016年）大会に出場した元・バレーボール選手 2017/18年シーズンで現役を退いてからはバレーボール中継や『パンサー向井の＃ふらっと』（TBSラジオ）へ随時出演                                                                       |
| 3月9日 3月16日  | 工藤公康○         | 日本プロ野球（NPB）の一軍公式戦で通算224勝を挙げた左投手で元・ 福岡ソフトバンクホークス一軍監督 現役引退後の2012年から（ホークスの監督時代を含めて）筑波大学大学院の人間総合科学研究科に在籍（修士の学位を取得済み）                                                                                    |
| 3月23日 3月30日 | 大津祐樹◎         | Jリーグ・日本代表・ブンデスリーガ（ドイツ）・エールディヴィジ（オランダ）でのプレーを経験した元・プロサッカー選手（ポジションはFWやMF） 現役時代の終盤（ジュビロ磐田への在籍中）から複数の企業で共同代表や取締役を歴任                                                                                  |
| 4月6日 4月13日  | 駒野友一◎         | 日本代表・Jリーグの全カテゴリー・JFLでのプレーを経験した元・プロサッカー選手（ポジションはDFやMF） 2022年の現役引退を機にサンフレッチェ広島（プロで最初に所属したクラブ）サッカースクールのコーチへ就任                                                                                                 |
| 4月20日 4月27日 | 魔裟斗○           | K-1などの格闘技イベントで数々のタイトルを獲得していた元・キックボクサー（通算戦績は65試合で56勝6敗3引分） 2009年に現役を引退した後も一時リングに復帰 |
| 5月4日 5月11日  | 島田慎二          | ジャパン・プロフェッショナル・バスケットボールリーグ（Bリーグ）における放送時点でのチェアマン（元・千葉ジェッツふなばし会長） 日本大学山形高等学校サッカー部の出身（卒業後にモンテディオ山形の「フランチャイズプレイヤー」になった高橋健二の控えFW）                                                    |
| 5月18日 5月25日 | 狩野舞子○         | Vリーグ・セリエA1（イタリア）・トルコのプロリーグや全日本女子チームで活躍した元・バレーボール選手（ポジションは主にアウトサイドヒッター） セッターへの転向や一時引退などを経て2016年から2シーズンPFUブルーキャッツ（V・プレミアリーグ）でアタッカーとしてプレー                                         |
| 6月1日 6月8日   | 寺川綾○           | 大阪市出身・ミズノ所属の元・競泳選手で2012年ロンドンオリンピック個人（女子100m背泳ぎ）競技・団体（女子400mメドレーリレー）競技の銅メダリスト 現役引退後はミズノへの勤務を続けながらテレビ朝日制作（関西地方のネット局が朝日放送テレビ）の『報道ステーション』で金曜日のスポーツコーナー・関連企画に出演 |
| 6月15日 6月22日 | デーブ大久保○     | 野球解説者・YouTuberで元プロ野球選手・プロ野球指導者（プロ野球での登録名は本名の「大久保博元」） 東北楽天ゴールデンイーグルス一軍監督の退任（2015年）を機に食品衛生管理者の資格を取得したうえで「肉蔵でーぶ」（居酒屋）を経営                                                                           |
| 6月29日 7月6日  | 川村怜☆ 高橋裕人☆ | ブラインドサッカー日本代表チームの主将で品川CCパペレシアルに所属するフィールドプレイヤー（FP） ブラインドサッカー日本代表チームのFP（大阪ダイバンズに所属） |
| 7月13日 7月20日 | 入江聖奈○         | ボクシングの元・アマチュア選手（引退後の2023年4月から東京農工大学の大学院でカエルの生態を研究中） オリンピックの女子ボクシング種目で日本出身選手初の金メダルを東京大会（2021年開催）のフェザー級で獲得                                                                                                  |
| 7月27日 8月3日  | 森末慎二○         | 日本体操協会の理事で元・体操競技選手（紀陽銀行の体操部員時代に1984年ロサンゼルスオリンピック・男子体操競技の3種目で金・銀・銅メダルを獲得） 引退後はタレント活動を幅広く展開しながら九州共立大学の「特別客員教授」として学内の体操部を強化                                                              |
| 8月24日 8月31日 | 片岡安祐美○       | アマチュア野球の女子選手（内野手）で茨城ゴールデンゴールズ（社会人野球のクラブチーム）監督 ゴールデンゴールズでは2024年シーズンからヴィーナスリーグに加盟した女子硬式野球チームの監督も兼務 |
| 9月7日 9月14日  | 田中史朗○         | 日本人で初めてスーパーラグビーでのプレーを経験した京都市出身の元ラグビー選手（ポジションはSH） 2015年・2019年のラグビーワールドカップにおける日本代表チームの躍進に貢献（通算で75キャップを保持） |
| 9月21日         | 加地亮◎           | 通算で3回目にして最後のゲスト 9月28日放送分（最終回）の収録にも同席（放送上は播戸だけが出演） |

## 特別番組
| 特番の放送日  | ゲスト                                                         | スポーツ界における主な肩書・実績・活動や播戸との関係（いずれも放送の時点）                                                          | 詳細 |
| ------------- | -------------------------------------------------------------- | --- | --- |
| 2021年8月28日 | 黒田剛                                                         | 青森山田高等学校男子サッカー部監督                                                                                                  | 第103回全国高等学校野球選手権大会閉幕後に、『DMMほけんpresents 播戸竜二のバン!バン!バン!夏休みスペシャル』という番組を16:00から1時間にわたって放送。黒田との対談を2部構成で放送し、それを中心に生放送パートを組み込んだ。 |
| 2022年1月1日  | 桑原征平・桂吉弥（以上2名はパーソナリティー扱い）・森島寛晃    | 桑原=フリーアナウンサー、吉弥=落語家、森島=セレッソ大阪代表取締役社長・元選手                                                       | 『竜二・征平・吉弥のお正月も全開!バン!バン!バン!』という新春特別番組を12:30 - 14:00に放送。『征平・吉弥のお正月も全開!!』（2019年から2021年まで毎年1月1日の午後に放送されていた前年末収録の単独番組） をベースに、森島 をABCラジオのスタジオに迎えたうえで2021年の12月末に収録された。ちなみに播戸は、2021年にもゲストとして『征平・吉弥のお正月も全開!!』に出演している。 |
| 2022年7月16日 | 桑原征平、林智美（以上パーソナリティー扱い）、加地亮、酒本憲幸 | 林=『サクサク土曜日 中邨雄二です』のアシスタントでJリーグ公式映像リポーター、酒本=セレッソ大阪アンバサダー、桑原、加地=前述         | ガンバとセレッソによる「大阪ダービー」がJ1リーグの公式戦（ナイトマッチ）としてパナソニックスタジアム吹田で組まれていた2022年7月16日には、放送枠を12:30 - 13:30の1時間に拡大したうえで、『播戸竜二のバン!バン!バン! 大阪ダービースペシャル!』を朝日放送ラジオ本社のスタジオから生放送。播戸に加えて、当日の午前中に同局で放送されていた生ワイド番組から桑原と林、播戸のガンバ選手時代のチームメイトだった加地（ガンバ大阪PR特命広報大使）、セレッソOBの酒本がスタジオへ集結したほか、『土曜も全開!!』の本番後に落語会で落語の実演を控えていた吉弥も電話で出演した。放送中には播戸・加地・酒本が上記カードの勝利クラブとスコアを予想していた が、結果は播戸の予想どおり2対1でセレッソが勝利。 |
| 2022年9月17日 | 平畠啓史（パーソナリティー扱い）、岡田武史、西野朗             | 平畠=お笑い芸人・サッカー評論家、岡田=サッカー日本代表元監督・FC今治代表取締役、西野=サッカー日本代表元監督・サッカータイ代表元監督 | 『DMMほけん presents 播戸竜二のバン！バン！バン！スポーツの秋！サッカー観に行こうよスペシャル！』と題して、12:30-13:00の通常放送版（大久保嘉人=前編）終了後に引き続いて15:00-16:00に特別番組として放送。歴代日本代表監督だった岡田、西野を特別ゲストに、平畠を交えた対談の模様を中心に、東京都葛飾区を本拠地に関東社会人サッカーリーグ1部に所属する南葛SC、和歌山県社会人サッカーリーグ3部の南紀オレンジサンライズFCについても取材した内容を放送した |